# Општина Визиру (Браила)
Визиру (рум. Viziru) општина је у Румунији у округу Браила.
Oпштина се налази на надморској висини од 14 m.